# Водопьянова, Мария Акимовна
Мария Акимовна Водопьянова (1929—1990) — ученый-медик, доктор медицинских наук, профессор. Заведующая кафедрой нормальной физиологии Ростовского государственного медицинского университета (1975—1990).

## Биография
Мария Акимовна Водопьянова родилась в 1929 году в селе Колки Петровского района Саратовской области в крестьянской семье. В 1953 году успешно закончила Ростовский государственный медицинский институт (ныне Ростовский государственный медицинский университет). Училась на педиатрическом факультете института. По окончании ВУЗа поступила учиться в аспирантуру на кафедре нормальной физиологии (научный руководитель — профессор Николай Аполлинариевич Рожанский). С 1957 года работала преподавателем, ассистентом кафедры.
В 1958 году защитила кандидатскую диссертацию, после чего работала старшим лаборантом кафедры общей хирургии медицинского института, старшим научным сотрудником Ростовского Центрального института экспертизы трудоспособности инвалидов (ЦИЭТИН).
С 1961 по 1966 год работала ассистента кафедре нормальной физиологии (зав. кафедрой — Н. В. Данилов). Получила звание доцента кафедры.
В последующем повышала квалификацию по курсу биофизики в Москве — в Центральном институте усовершенствования врачей, в Ростовском государственном медицинском институте читала курс биофизики.
В 1969 году защитила докторскую диссертацию. Тема диссертации была связана с рецепторными функциями сосудов легких и биофизических основ кровообращения человека.
С 1975 по 1990 год была заведующая кафедрой нормальной физиологии Ростовского государственного медицинского университета.
Область научных интересов М. А. Водопьяновой — изучение центральных механизмов регуляции кровообращения, рецепторной функции сосудов легких и биофизических основ кровообращения. В рамках этих вопросов под ее руководством было подготовлено и защищено 6 кандидатских диссертаций.
Мария Акимовна Водопьянова скончалась 5 января 1990 года, похоронена в Ростове-на-Дону.

## Труды
Водопьянова М. А. является автором двух монографий и около 100 научных работ, включая:
- Водопьянова М. А. Основы биофизики кровообращения. Министерство здравоохранения СССР. Рост. гос. мед. ин-т. — Ростов н/Д : [б. и.], 1974.